# Шато д'Олерон
Шато д'Олерон (фр. Château-d'Oléron) насеље је и општина у западној Француској у региону Поату-Шарант, у департману Приморски Шарант која припада префектури Рошфор.
По подацима из 2011. године у општини је живело 3939 становника, а густина насељености је износила 251,37 становника/km². Општина се простире на површини од 15,67 km². Налази се на средњој надморској висини од | метара (максималној 10 m, а минималној 0 m).

## Демографија
| 1962. | 1968. | 1975. | 1982. | 1990. | 1999. | 2011. |
| ----- | ----- | ----- | ----- | ----- | ----- | ----- |
| 3.171 | 3.254 | 3.324 | 3.411 | 3.544 | 3.552 | 3.939 |

График промене броја становника у току последњих година